# 2025年亚洲冬季运动会蒙古代表团
2025年亞洲冬季運動會蒙古代表團是蒙古國派出的2025年亞洲冬季運動會代表團。蒙古隊由 35 名運動員組成，參加 7 個項目的比賽，其中冰壺是首次參賽。